# Protokół z Sèvres
Protokół z Sèvres – tajne porozumienie pomiędzy Francją, Izraelem i Wielką Brytanią zawarte 24 października 1956 roku.
Przyczyną wspólnej akcji Francji, Izraela i Wielkiej Brytanii był tzw. kryzys sueski, czyli nacjonalizacja Kanału Sueskiego, która godziła w interesy brytyjskie i francuskie. Ponadto wzrastanie w siłę Egiptu było we Francji odbierane jako zagrożenie dla stabilności regionu i pozycji Francji w byłych koloniach w północnej Afryce, a w przypadku Izraela traktowane jako zagrożenia dla niepodległości państwa, któremu Egipt odmawiał prawa do istnienia.
Oba państwa zachodnie potrzebowały pretekstu do inwazji na strefę Kanału, gdyż z punktu widzenia prawa międzynarodowego nacjonalizacja nie stwarzała podstaw do takiej interwencji. W sytuacji zbieżności interesów trzy państwa zdecydowały się zawrzeć porozumienie o wspólnej akcji, które podpisano w Sèvres.
Dokument przewidywał rozpoczęcie przez Izrael operacji wojskowej na Półwyspie Synajskim, na którą Francja i Wielka Brytania miały zareagować stanowczym ultimatum, żądającym zaprzestania walk. Izrael miał do ultimatum się zastosować, natomiast spodziewało się, że Egipt odmówi zawieszenia broni, co pozwoli dwóm państwom zachodnim na ogłoszenie zajęcia Kanału Sueskiego w celu zabezpieczenia żeglugi międzynarodowej. Francja i Wielka Brytania zobowiązały się zniszczyć egipskie lotnictwo, które stanowiło zagrożenie dla miast izraelskich.
W spotkaniu uczestniczyli Patrick Dean z brytyjskiego ministerstwa spraw zagranicznych, minister spraw zagranicznych Francji Christian Pineau i premier Izraela Dawid Ben Gurion.
Izrael rozpoczął działania militarne już pięć dni później, 29 października.
Umowę sporządzono w trzech kopiach, jednak brytyjski egzemplarz został natychmiast zniszczony na polecenie premiera, a francuski zaginął. Jedyną zachowaną kopię ujawnił rząd izraelski w 1996 roku.